# Habrotrocha alacris
Habrotrocha alacris är en hjuldjursart som beskrevs av Colin Milne 1916. Habrotrocha alacris ingår i släktet Habrotrocha och familjen Habrotrochidae. Inga underarter finns listade i Catalogue of Life.